# Jean Lugol
Jean Guillaume Auguste Lugol (ur. 18 sierpnia 1788 w Montauban, zm. 16 września 1851 w Neuilly-sur-Seine) (według niektórych źródeł urodzony w 1786) – lekarz francuski, który m.in. w latach 1823–1829 opracował i udoskonalił metodę leczenia wola (powiększenia tarczycy) przy pomocy roztworu jodku potasu i samego jodu, zwanego od jego nazwiska płynem Lugola. W latach 1829–1834 napisał także cztery opracowania na temat gruźliczego zapalenia węzłów chłonnych (skrofułów).
Studiował medycynę chorób wewnętrznych w Paryżu w latach 1807–1812. Od 1819 aż do emerytury w 1851 praktykował w szpitalu Św. Ludwika w Paryżu.
Zapamiętany jako doskonały praktyk, niepoddający się medycznym modom, skłonny do innowacji terapeutycznych. Był blisko swoich pacjentów, ciepło też wspominany przez swoich studentów.